# Sêmola

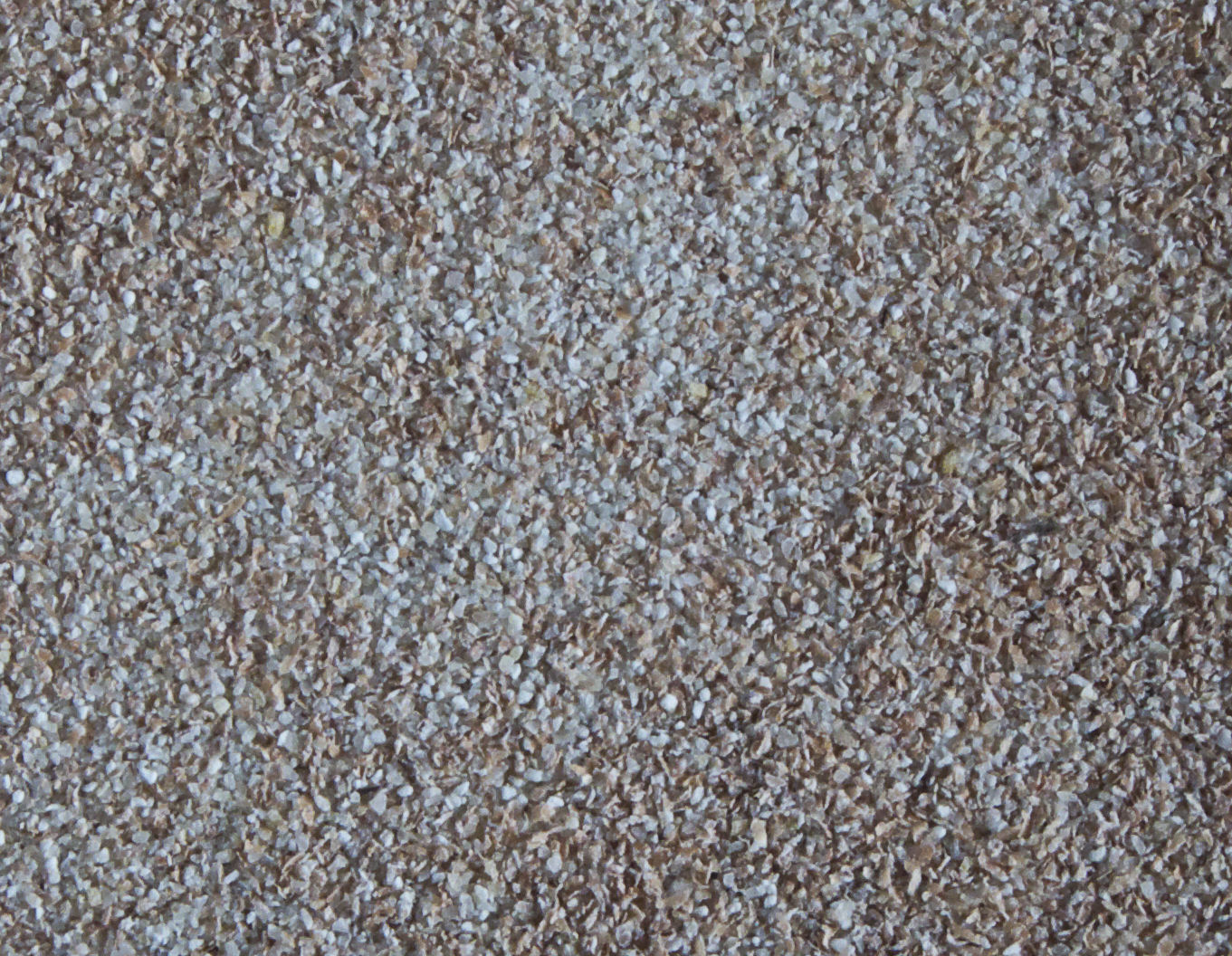
Sêmola de trigo

A sêmola ou semolina (br) é o resultado da moagem incompleta de cereais. Ela possui textura granulada, geralmente mais grossa que a farinha, obtida da moagem de grãos duros, sendo a parte nobre do trigo, do milho ou do arroz.
Algumas sêmolas são enriquecidas com ferro e ácido fólico.

## Usos
Usada na culinária em geral, mas principalmente para o preparo de massas (particularmente cuscuz) e para engrossar caldos, sopas ou molhos.
Também pode ser usada como veículo de escoamento para outros produtos.